# بشری بی بی
بشری بی بی (متولد ۱۲ مارس ۱۹۷۱) یک درمانگر مذهبی و سیاستمدار پاکستانی است. او با عمران خان که از سال ۲۰۱۸ تا ۲۰۲۲ نخست‌وزیر پاکستان بود ازدواج کرده است.
در سال ۲۰۲۴، بی‌بی برای اولین بار و با رهبری اعتراضات نوامبر ۲۰۲۴ حزب تحریک انصاف پاکستان، پا به عرصه سیاست گذاشت.